# Парламентские выборы в Бахрейне (2014)
Парламентские выборы в Бахрейне прошли 22 ноября 2014 года, однако из-за бойкота со стороны оппозиции 29 ноября было проведено повторное голосование. Выборы стали первыми со времён массового восстания 2011 года, в ходе разгона которого правительственными силами погибли десятки демонстрантов.

## Особенности законодательства
Согласно конституции от 14 февраля 2002 года после преобразования Бахрейна из эмирата в конституционную монархию, парламент состоит из двух палат, имеющих одинаковые полномочия. 40 депутатов Совета представителей — нижней палаты 80-местной Национальной Ассамблеи Бахрейна, избираются в одномандатных округах по системе из двух туров. Депутаты верхней палаты — Консультативного совета, могущего распустить парламент — назначаются правящей семьёй действующего короля Хамада ибн Исы аль-Халифы, контролирующего высшие государственные должности, в том числе не избираемый пост премьер-министра, который занимает Халифа ибн Салман аль-Халифа. Согласно закону о выборах от 2002 года выдвинуть свои кандидатуры в депутаты Совета представителей могут подданные Бахрейна не младше 30 лет, свободно владеющие арабским языком и имеющие подданство не менее 10 лет, без второго гражданства, за исключением подданства других стран Персидского залива. Из шести государств-членов Совета сотрудничества стран Персидского залива — Саудовская Аравия, Оман, Катар, Объединенные Арабские Эмираты, Бахрейн и Кувейт — только последние две страны имеют избираемые парламенты.

## Контекст
Бахрейн находится под властью суннитской династии Халифа с 1783 года, причём шиитов насчитывается около 70 % от всего мусульманского населения. Бахрейн является местом расположения базы 5-го флота ВМС США и является частью коалиции против ИГИЛ, возглавляемой США. По результатам выборов 2006 и 2010 годов ведущее шиитское оппозиционное движение «Аль-Вифак» получало по 60 % голосов, но изменение властями границ избирательных округов дало ему только 18 из 40 мест в парламенте. Со времён массового восстания 14 февраля 2011 года, Бахрейн занял второе место среди арабских государств Западной Азии и Северной Африки по процентному соотношению числа заключённых к общему количеству населения. Так, за оппозиционные взгляды в тюрьмах содержаться более двух тысяч человек, из которых около 200 являются несовершеннолетними. В ноябре того же года, почти через девять месяцев после начала восстания, международная команда независимых экспертов составила доклад о положении гражданских прав в Бахрейне, в котором было сказано, что спецслужбы занимаются «систематической практикой физического и психологического насилия, которое во многих случаях равняется пытке».
В декабре 2013 года представители Национального демократического общества действий говорили о сомнениях касательно участия в выборах, а в мае 2014 года, в штаб-квартирах движения «Аль-Вифак» и НДОД объявили о их бойкоте, так как действующее правительство не может гарантировать, что итоги голосования будут отражать волю народа. 22 сентября 2014 года король Бахрейна Хамад ибн Иса аль-Халифа назначил дату выборов на 22 ноября. В октябре 2014 года представители пяти оппозиционных шиитских партий, включая движение «Аль-Вифак», заявили, что будут бойкотировать голосование, являющееся попыткой создать «абсолютную власть в Бахрейне». Лидер «Аль-Вифак» Али Салман отметил, что «эти выборы являются правительственными выборами. Мы бойкотируем их, потому что мы хотим наших законодательных прав, которые до сих пор не существует. Королевская семья сохраняет все полномочия — исполнительные, законодательные и судебные, в дополнение к охране, информации и богатствам». В то же время, член руководства «Аль-Вифак» Джамиль Казем на своей странице в «Twitter» сообщил, что правительство предлагает 100 тысяч бахрейнских динар (более 270 тыс. долларов США) тем, кто выставит свою кандидатуру на избирательных участках в районах сторонников оппозиции.
Накануне выборов, в стране прошла серия акций протеста оппозиционеров, требовавших отстранения от власти семьи Халифа, пиком которых стали столкновения 21 ноября в городе Дираз. В связи с этими событиями, член руководства «Аль-Вифак» Абдул Халиль отметил, что «эти выборы обречены на провал, потому что правительство неспособно разрешить политический кризис», а министр информации Эбрахим бин Раджаб заявил, что «дверь к участию в диалоге, открыта для всех, включая „Аль-Вифак“, но насилие не будет терпимо как проявление терроризма». Некоторые оппозиционеры отметили, что явка избирателей станет ключевым маркером легитимности голосования.

## Голосование
52 избирательных участка по всей стране открылись в 8:00 утра по местному времени и должны были закрыться в 8 часов вечера, однако из-за наплыва избирателей время голосования было продлено на два часа. По данным избирательной комиссии Бахрейна для участия в выборах было зарегистрировано 349 713 тысяч человек (175 998 мужчин и 173 175 женщин) из более 700 тысяч человек населения страны. Кандидатуры в депутаты выставили 419 человек — 266 в Совет представителей и 153 в муниципальные советы, из которых 22 женщины, что составило свыше 25 % от общего числа кандидатов. Наблюдение за ходом выборов вели более 300 наблюдателей из восьми общественных организаций Бахрейна. В районах с шиитским населением были приняты повышенные меры безопасности, В нескольких шиитских деревнях вокруг Манамы вспыхнули столкновения между молодежью и силами безопасности, в результате чего последние применили слезоточивый газ для разгона демонстрантов, некоторые из которых были в масках с зажигательными смесями в руках. Как заявил министр юстиции Халед бен Али Аль Халифа, «на парламентских выборах проголосовали 51,5 % зарегистрированных избирателей, на муниципальных — 53,7 %», однако данные шиитских организаций говорят о не более 30 %, причём оппозиционеры обвиняют власти в принудительном голосовании, а официальные лица заявляют, что противники режима мешали избирателям дойти до участков.
Из-за того, что пять ключевых партий не приняли участие в выборах, не сумев достигнуть договоренности с правительством о проведении политических преобразований в королевстве, в результате чего избраны были только депутаты от шести округов, а остальные 34-е не определились, 29 ноября было проведено повторное голосование. Около 49 избирательных участков открылись в 5 часов и закрылись в 17 часов по Гринвичу. На этот раз, голосование прошло в спокойной атмосфере без столкновений
На следующий день после выборов, премьер-министр Бахрейна шейх Халифа ибн Салман аль-Халифа объявил о том, что «согласно 33 статье конституции, в которой говорится об отставке правительства с началом работы нового парламента, я подам прошение об отставке кабинета Его величеству королю Хамаду». Как ожидается, первое заседание нового парламента пройдёт 14 декабря.